# 127 a. C.
El año 127 a. C. fue un año del calendario romano prejuliano. En el Imperio romano, fue conocido como el año 627 Ab Urbe condita.

## Acontecimientos
- Hiparco elabora el primer catálogo astronómico con unas 850 estrellas.
- Los ejércitos de la dinastía Han expulsan a los xiongnu del curso superior del río Huang He.